# تروسکلاس
تروسکلاس (به لاتین: Truskolas) یک منطقهٔ مسکونی در لهستان است که در Gmina Płoty واقع شده‌است.